# Djupfjärden
Djupfjärden är en fjärd i Finland. Den ligger i Houtskär i landskapet Egentliga Finland, i den sydvästra delen av landet, 200 km väster om huvudstaden Helsingfors.
Djupfjärden avgränsas av Kivimo i söder, Kalvholm och Korpskär i väster, Säviskär, Kanitmo och Nåtaholm i norr samt Horsholm och Jöutmo.